# Rodtang Jitmuangnon
Rodtang Jitmuangnon (tiếng Thái: รถ ถัง จิตร เมือง นนท์; tên thật: Tinnakorn Srisawat; biệt danh: The Iron Man; sinh ngày 23 tháng 7 năm 1997) là một võ sĩ Muay Thái chuyên nghiệp người Thái Lan. Anh hiện đang thi đấu tại ONE Championship và là đương kim vô địch Muay Thái thế giới hạng ruồi (flyweight). Rodtang cũng là một cựu vô địch Omnoi Stadium hạng 130 lb và cựu vô địch MAX Muay Thai hạng 125 lb, nổi tiếng với thể chất thuần túy, sức bền bỉ và khả năng phòng thủ kiên trì trong chiến đấu. Tính đến tháng 12 năm 2020, nhật báo The Nation nhận định anh là một trong những võ sĩ Muay Thái xuất sắc nhất thế giới hiện tại.

## Xuất thân
Rodtang Jitmuangnon sinh ngày 23 tháng 7 năm 1997 ở huyện Pa Phayom, tỉnh Phatthalung, Thái Lan, trong một gia đình khó khăn, với tên thật là Tinnakorn Srisawat. Anh học phổ thông và bắt đầu tập luyện Muay Thái từ nhỏ. Rodtang có trận đấu Muay Thái đầu tiên vào năm 8 tuổi để kiếm tiền và giúp đỡ gia đình. Năm 14 tuổi, anh chuyển đến thủ đô Bangkok để tham gia phòng tập Jitmuangnon, và cũng đổi tên thành Rodtang Jitmuangnon, tức nghĩa là Chiến tăng Jitmuangnon.

## Sự nghiệp

### Các giải đấu Muay Thái
Thời kỳ đầu, Rodtang Jitmuangnon tham gia giải MAX Muay Thai. Vào ngày 2 tháng 1 năm 2016, Rodtang đã giành được danh hiệu Muay Thái đầu tiên khi đánh bại Petchprakan Kor. Klanbut bằng quyết định tại MAX Muay Thai hạng 57 kg. Vào ngày 6 tháng 2 năm 2016, anh đã bảo vệ thành công chiếc đai MAX của mình trước Petchprakan, một lần nữa chiến thắng bằng quyết định trọng tài. Vào ngày 29 tháng 7 năm 2017, anh đánh bại Chai Sor Jor Toypadriew để giành danh hiệu Omnoi Stadium 59 kg còn trống. Rodtang đã giữ được danh hiệu vào ngày 28 tháng 4 năm 2018 bằng việc đánh bại Phetnamngam Aor Kwanmuang. Vào ngày 16 tháng 6 năm 2018, Rodtang đối mặt với siêu sao kickboxing Nhật Bản Tenshin Nasukawa theo luật kickboxing tại Rise 125 ở Tokyo, trận đấu diễn ra rất hấp dẫn và thu hút. Các trọng tài cho kết quả hòa sau 5 hiệp và phải đấu thêm một hiệp nữa, Rodtang đã thua hiệp đó và cả trận đấu nhưng một số nhà quan sát cho rằng anh chiếm ưu thế trong trận.
Vào tháng 8 năm 2018, Rodtang đối đầu với Chorfah Tor Sangtiennoi. Trận đấu này sau đó đã được bầu chọn là trận đấu hay nhất của năm tại Sân vận động Rajadamnern. Trong suốt năm 2017 và 2018, Rodtang đã có chuỗi 10 chiến thắng trong các giải đấu, đỉnh điểm là trận đấu với Rungkit Morbeskamala để giành danh hiệu Rajadamnern 59 kg bị bỏ trống. Rodtang thua trận. Vào ngày 16 tháng 8 năm 2019, Rodtang đối mặt với Saeksan Or. Kwanmuang ở tỉnh Songkhla, cuộc đấu được coi là áp đảo nếu xét đến phong cách thi đấu của hai võ sĩ tham gia. Trận tái đấu sau đó một tháng là cuộc đấu được người hâm mộ mong đợi và nhận giải Trận đấu của năm tại sân vận động Rajadamnern.
Vào ngày 31 tháng 1 năm 2020, Rodtang đối mặt với Yodlekpet Or. Pitisak trong trận đấu Muay Thái lớn nhất trong năm tại Phuket. Mặc dù có sự chênh lệch về thể trạng và lệch tiền đặt cược 1 triệu baht từ Teeded99, Rodtang đã chiếm ưu thế trước đối thủ và giành được chiến thắng. Rodtang phải chịu trận thua đầu tiên kể từ ngày 25 tháng 10 năm 2018 trước Kaonar PKSaenchaiMuaythaiGym tại sân vận động Rajadamnern vào ngày 27 tháng 2 năm 2020. Anh đã tái đấu trận thua Kaonar trong sự kiện R1 UFA được tổ chức ở sân vận động World Siam vào ngày 5 tháng 10 năm 2020, giành chiến thắng trong 5 hiệp đấu bằng điểm số. Vào ngày 24 tháng 11 năm 2020, người sáng lập Yokkao, Philip Villa thông báo trên Instagram rằng Rodtang đã ký hợp đồng tài trợ ba năm với thương hiệu Muay Thái.

### ONE Championship
Sau khi ký hợp đồng với ONE Championship, Rodtang đã có trận ra mắt ONE Super Series với Sergio Wielzen vào ngày 22 tháng 9 năm 2018 tại ONE Championship: Conquest of Heroes ở Jakarta. Anh ta đã đánh bại Wielzen bằng quyết định đồng thuận.

#### Rodtang v. Haggerty
Vào ngày 2 tháng 8 năm 2019, tại ONE Championship: Dawn of Heroes ở Manila, Rodtang đã đối mặt với Jonathan Haggerty để tranh đai ONE Flyweight Muay Thai World Championship sau khi Haggerty trước đó đã thách đầu anh tại ONE Championship: For Honor. Sau một trận đấu khởi đầu chậm chạp, Rodtang đã đánh gục Haggerty ở hiệp thứ tư và tiếp tục giành chiến thắng trong trận đấu bằng quyết định đồng thuận, đồng thời đăng quang ngôi vô địch ONE Flyweight Muay Thái thế giới. Rodtang sau đó đã bảo vệ đai vô địch thế giới ONE Flyweight Muay Thai lần thứ hai trong trận tái đấu với Jonathan Haggerty tại ONE Championship: A New Tomorrow vào ngày 10 tháng 1 năm 2020. Trong một trận đấu mà anh đánh gục Haggerty tổng cộng 4 lần, bao gồm cả một tấn công đấm vào gan ở hiệp đầu tiên, Rodtang đã tiếp tục giữ được đai ONE Flyweight Muay Thái của mình với chiến thắng TKO ở hiệp ba sau khi hạ gục đối thủ trong hiệp. Giữa hai trận với Haggerty, Rodtang đã bảo vệ danh hiệu ở trận đầu tiên của mình trước Walter Goncalves, đánh bại Walter Goncalves bằng quyết định của trọng tài tại ONE Championship: Century vào ngày 13 tháng 10 năm 2019.

#### Các trận ONE Championship
Rodtang tiếp theo phải đối mặt với Petchdam Petchyindee Academy lần thứ ba để bảo vệ đai vô địch thế giới ONE Flyweight Muay Thái lần thứ ba tại ONE Championship: No Surrender vào ngày 31 tháng 7 năm 2020. Anh đã đánh bại Petchdam và giữ đai theo quyết định của trọng tài. Vào ngày 5 tháng 10 năm 2020, Rodtang đối mặt với Kaonar PKSaenchaiMuaythaiGym trong một trận tái đấu được sắp xếp để gây quỹ từ thiện. Rodtang đã giành chiến thắng trong cuộc chiến thông qua quyết định nhất trí. Sau đó, Rodtang dự kiến sẽ có trận ra mắt kickboxing trước Alejandro Rivas tại ONE Championship: Fists Of Fury vào ngày 26 tháng 2 năm 2021. Rivas sau đó được thay thế bởi Tagir Khalilov, người bị Rodtang đánh bại bởi quyết định trọng tài. Trận kế tiếp dự kiến anh sẽ đối mặt với Jacob Smith tại ONE TNT 1 vào ngày 7 tháng 4 năm 2021. Tuy nhiên, Smith sau đó đã rút khỏi trận và thay thế bằng Danial Williams. Rodtang đã đánh bại Williams bằng quyết định đồng thuận.

#### Rodtang v. Johnson
Vào ngày 15 tháng 9 năm 2021, có thông báo rằng Rodtang sẽ đối đầu với cựu vô địch hạng ruồi UFC và nhà vô địch hạng ruồi ONE Grand-Prix 2019, Demetrious Johnson. Trận đấu dự kiến diễn ra vào ngày 5 tháng 12 năm 2021 theo các quy tắc đặc biệt, và sẽ gây chú ý cho sự kiện ONE X. Trận dự kiến sẽ được thi đấu theo bộ luật ONE Muay Thái kết hợp bộ luật ONE MMA.

## Danh hiệu và thành tích
ONE Championship
- Nhà vô địch hạng ruồi thế giới ONE Muay Thái (hiện tại);
  - Ba lần bảo vệ danh hiệu thành công;

Sân vận động Rajadamnern
- Trận đấu của năm trên sân vận động Rajadamnern 2019 (v. Saeksan Or. Kwanmuang);
- Trận đấu của năm trên sân vận động Rajadamnern 2018 (v. Chorfah Tor. Sangtiennoi);

Sân vận động Omnoi
- Nhà vô địch Omnoi Stadium 130 lbs năm 2017;[25]

MAX Muay Thái
- Nhà vô địch MAX Muay Thai 125 lbs 2016;

## Thống kê sự nghiệp
| Kết quả | Đối thủ                     | Sự kiện                              | Dạng | Thời gian | Ngày       | Địa điểm | Ghi chú                              |
| ------- | --------------------------- | ------------------------------------ | ---- | --------- | ---------- | -------- | ------------------------------------ |
| Thắng   | Danial Williams             | ONE on TNT 1                         | UD   | 3 (3:00)  | 7/4/2021   | Kallang  | Kickboxing                           |
| Thắng   | Tagir Khalilov              | ONE Championship: Fists Of Fury      | UD   | 3 (3:00)  | 26/2/2021  | Kallang  | Kickboxing                           |
| Thắng   | Petchdam PetchyindeeAcademy | ONE Championship: No Surrender       | SD   | 5 (3:00)  | 31/7/2020  | Bangkok  | Giữ đai ONE Championship Muay Thái   |
| Thắng   | Jonathan Haggerty           | ONE Championship: A New Tomorrow     | TKO  | 3         | 10/1/2020  | Bangkok  | Giữ đai ONE Championship Muay Thái   |
| Thắng   | Walter Goncalves            | ONE Championship: Century            | SD   | 5 (3:00)  | 13/10/2019 | Tokyo    | Giữ đai ONE Championship Muay Thái   |
| Thắng   | Jonathan Haggerty           | ONE Championship: Dawn Of Heroes     | UD   | 5 (3:00)  | 2/8/2019   | Manila   | Giành đai ONE Championship Muay Thái |
| Thắng   | Sok Thy                     | ONE Championship: Warriors Of Light  | TKO  | 2         | 10/5/2019  | Bangkok  |                                      |
| Thắng   | Hakim Hamech                | ONE Championship: A New Era          | SD   | 3 (3:00)  | 31/3/2019  | Tokyo    |                                      |
| Thắng   | Fahdi Khaled                | ONE Championship: Hero's Ascent      | UD   | 3 (3:00)  | 25/1/2019  | Manila   |                                      |
| Thắng   | Sergio Wielzen              | ONE Championship: Conquest of Heroes | UD   | 3 (3:00)  | 22/9/2018  | Jakarta  |                                      |